# Md5sum
md5sum é um programa de computador de código aberto que permite verificar a integridade de arquivos transmitidos por rede, como a internet, garantindo que os dados não tenham sidos corrompidos durante a transferência. É instalado por padrão na maioria dos sistemas UNIX e GNU/Linux, além de estar disponível para Windows e Mac OS e outras plataformas.
O md5sum é capaz de calcular uma soma de verificação a partir do arquivo, criando uma "impressão digital" na forma de uma número hexadecimal usando o algorítimo MD5.
Para executá-lo, basta digitar:
```
md5sum 
nome_do_arquivo
```

Onde nome_do_arquivo é o nome do arquivo totalmente qualificado, com todas extensões e eventuais caminhos de diretório.
o md5sum então fornecerá um extenso número hexadecimal que deverá ser idêntico ao original (calculado na origem), que é fornecido juntamente com o arquivo de dados.
Para verificar a integridade do arquivo utilizando o hash gerado pelo md5sum use o comando:
```
md5sum -c 
nome_do_arquivo
```

Assim o md5sum calculará um novo hash para o arquivo descrito em nome_do_arquivo e irá comparar esse novo hash com aquele fornecido no arquivo nome_do_arquivo. Para um arquivo vazio, o resultado é d41d8cd98f00b204e9800998ecf8427e